# سول كاليبر 5
سول كاليبر 5 (ソウルキャリバーV Sōrukyaribā Faibu) هي لعبة فيديو من نوع قتال، وهي اللعبة الرئيسية السادسة في سلسلة سول كاليبر، طورت ونشرت عام 2012 من قبل بانداي نامكو إنترتينمنت اليابانية على جهازي بلاي ستيشن 3 وإكس بوكس 360،

## حبكة
تجري اللعبة في عام 1607 ، أي بعد 17 عامًا من أحداث سول كاليبر 4 ، وتتمحور حول أطفال سلسلة Soul المخضرمة Sophitia .   يعمل ابنها باتروكولوس كجندي لدى جراف دوماس ، الحاكم المعين من الإمبراطورية الرومانية للمجر ، وهو مكلف بالقضاء على "الشر" ، وهي اللعنة التي تُمنح لمن يلامس السلاح الشرير Soul Edge ،  مقابل مساعدته في تحديد مكان شقيقته بيريها المفقودة منذ أن كان طفلاً. أثناء بحثه عن بلدة من أجل اقتلاعها من جذورها ، تعرض للهجوم والهزيمة من قبل ZWEI نصف المستذئب ، الذي أخبره أن دوما ليس هو الذي يبدو عليه. عند مواجهته لهذا الأمر ، يتعلم باتروكولوس أن دوماس متحالف بالفعل مع Soul Edge وأن الأشخاص الذين أمرهم بقتلهم كانوا في الواقع أشخاصًا أبرياء احتاجهم للموت حتى يتمكن من استعادة النصل.

## الشخصيات
تحتوي اللعبة أيضًا على عدد من الشخصيات العائدة ، مثل Siegfried و Voldo و Ivy و Tira و Algol و Aeon (Lizardman) و Hilde و Kilik و Maxi و Mitsurugi و Raphael و Yoshimitsu و Cervantes و Nightmare و Dampierre (الذي ظهر لأول مرة في Soulcalibur : Broken Destiny ) ،  و إتسيو أوديتوري من سلسلة أساسنز كريد . 
 

## استقبال
| استقبال |                          |
| --- | ------------------------ |
| مجموع النقاط المجموع نقاط ميتاكريتيك PS3: 81/100 [ 6 ] X360: 77/100 [ 7 ] نتائج المراجعة نشرة نقاط 1أب.كوم B+ [ 8 ] كمبيوتر آند فيديو غيمز 8.9/10 [ 9 ] إلكترونك غيمينغ مونثلي 6.0/10 [ 10 ] يورو غيمر 8/10 [ 11 ] جي 4 4/5 [ 12 ] غيم إنفورمر 8.5/10 [ 13 ] غيم ريفولوشن 4/5 [ 14 ] غيم سبوت 7.5/10 [ 15 ] غيمز رادار 9/10 [ 16 ] غيمز تي إم 8/10 [ 17 ] غيم تريلرز 8.7/10 [ 18 ] آي جي إن 7.5/10 [ 19 ] مجلة إكس بوكس الرسمية (المملكة المتحدة) 7/10 [ 20 ] مجلة إكس بوكس الرسمية (الولايات المتحدة) 8/10 [ 21 ] بال جي إن 8/10 [ 22 ] تيم إكس بوكس 7.5/10 [ 23 ] |                          |
| مجموع النقاط |                          |
| المجموع | نقاط                     |
| ميتاكريتيك | PS3: 81/100 X360: 77/100 |
| نتائج المراجعة |                          |
| نشرة | نقاط                     |
| 1أب.كوم | B+                       |
| كمبيوتر آند فيديو غيمز | 8.9/10                   |
| إلكترونك غيمينغ مونثلي | 6.0/10                   |
| يورو غيمر | 8/10                     |
| جي 4 | 4/5                      |
| غيم إنفورمر | 8.5/10                   |
| غيم ريفولوشن | 4/5                      |
| غيم سبوت | 7.5/10                   |
| غيمز رادار | 9/10                     |
| غيمز تي إم | 8/10                     |
| غيم تريلرز | 8.7/10                   |
| آي جي إن | 7.5/10                   |
| مجلة إكس بوكس الرسمية (المملكة المتحدة) | 7/10                     |
| مجلة إكس بوكس الرسمية (الولايات المتحدة) | 8/10                     |
| بال جي إن | 8/10                     |
| تيم إكس بوكس | 7.5/10                   |

## روابط خارجية
- الموقع الرسمي